# Pepe San Nicolás
Francisco San Nicolás, más conocido como Pepe San Nicolás (Tresjuncos, Cuenca, 1812 - Villarrubio, Cuenca, 1895), fue un famoso bandolero español del siglo XIX.
Se casó con Clara Collado, natural de Los Hinojosos (Cuenca), con la que tuvo ocho hijas y dos hijos: María Asunción (1837), Catalina (1838) y José Vicente (1840), en Los Hinojosos; José Timoteo (1844) en Tresjuncos, Valentina (1846) en Albacete, e Isabel (1849), María (1851), Justa María Francisca (1851), Juana Clara (1854) y Eusebia (1857) en Villarrubio.

## Acontecimientos más relevantes

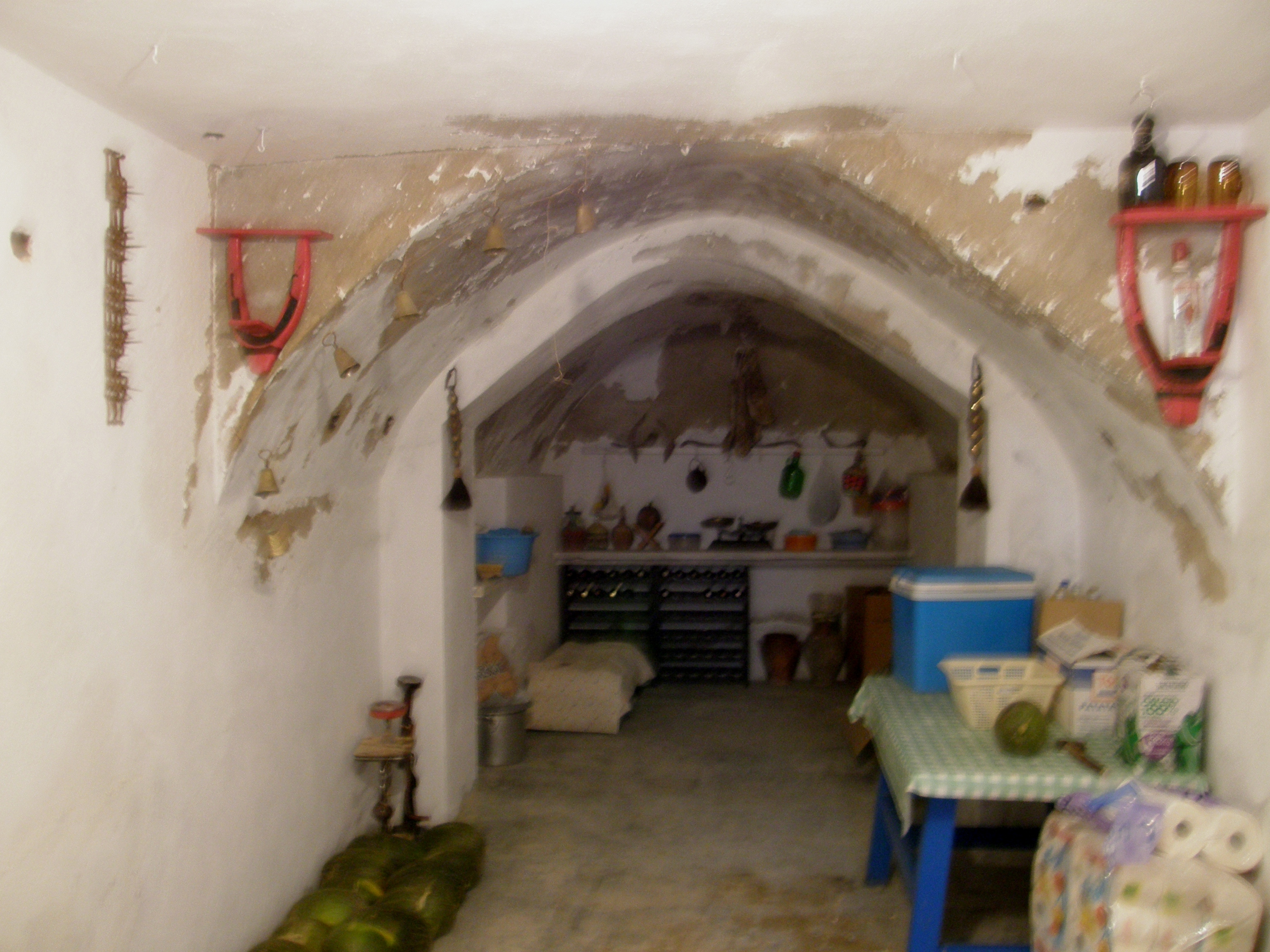
Cueva donde se alojaba Pepe San Nicolás en Tresjuncos.
A la izquierda, las carlancas de un perro, probablemente el del bandolero

Tres son los hechos más relevantes que se cuentan de este bandolero:
- El atraco a la carroza de la reina regente doña María Cristina, que trasportaba a Tarancón a los hijos de la reina y de su esposo Agustín Fernando Muñoz y Sánchez. Este hecho debió ser verídico. Dentro de la carroza y al cuidado del pequeño iba el presbítero Marcos Aniano, amigo de juergas del bandolero en su juventud. Cuando el bandolero mandó que se abriera la puerta de la carroza, ambos se vieron mutuamente encañonados y enseguida se reconocieron. A partir este atraco y encuentro con el presbítero Marcos Aniano, este le convenció para que dejara el bandolerismo y Pepe San Nicolás debió cambiar de vida y entró a servir a la Corona como arrendatario de terrenos rústicos.[3]
- El atraco a la carroza de la reina Isabel II (considerado fruto de la fantasía y una degradación del atraco anterior).[4]
- La donación que le hizo a un leñador para que comprase una mula al muletero que se hospedaba en la posada de un pueblo. Este dinero lo recuperó con creces a la noche siguiente, al atracar en la posada al muletero.[5]

## Relación con la Corona
En lugar de ser ahorcado como se esperaba de un bandolero, Pepe San Nicolás fue un protegido de la reina Isabel II.
Esta le arrendó la finca de El Molinillo en La Almarcha, donde vivió desde 1868 hasta 1874 en compañía de sus hijas Eusebia (que falleció allí como consecuencia de la caída de un caballo en 1878 cuando estaba aprendiendo a montar a caballo), María, Francisca y Clara.
Dos hijas del bandolero, Clara y Valentina, entraron a servir en el palacio como camareras de la reina y la acompañaron en su destierro a París, pero regresaron hacia 1874 con la reinstauración de la monarquía en la figura del rey Alfonso XII. Su hijo José Vicente estuvo en la primera guerra de Cuba, donde se le conoció por el sobrenombre de "capitán Barrabás". 
Existen datos documentales del bautismo de todos sus hijos en los libros de nacimientos, matrimonio y defunciones de las parroquias de Los Hinojosos y Villarrubio.